# Cantón Las Naves
El cantón Las Naves es una entidad territorial subnacional ecuatoriana, de la Provincia de Bolívar. 
Se crea mediante Decreto Legislativo n.º 179 el 6 de agosto de 1992.
Su cabecera cantonal es la ciudad de Las Naves.

## Geografía
El Cantón Las Naves, de la Provincia de Bolívar en el centro del Ecuador, se encuentra a 88 km en el nor occidente de Guaranda, la capital de la provincia.

### Relieve
La topografía de la cabecera cantonal y la mayor parte de la zona baja del cantón Las Naves es relativamente plana, pertenece a la llanura costera, presentando pequeñas elevaciones no significativas, asentada en un bosque tropical beneficioso hábitat para muchas especies; En la zona alta se desarrollan bosques densos, con una excelente densidad biológica y vegetación.

### Hidrografía
El rio Nave chico, el rio Suquibí.

### Límites cantonales
| Noroeste: Quinsaloma        | Norte: Quinsaloma | Noreste: Guaranda |
| Oeste: Quinsaloma, Ventanas |                   | Este: Guaranda    |
| Suroeste: Ventanas          | Sur: Echeandía    | Sureste: Guaranda |

### Demografía
Las Naves es un cantón que cuenta con una población de 6.788 habitantes de acuerdo al censo de población y vivienda del año 2010, la tasa de proyección de crecimiento poblacional anual del Ecuador y el cálculo de un factor de crecimiento poblacional del Cantón Las Naves, que se da en más menos el 1.7 % anual. La población predominante es la mestiza con un 80% de sus habitantes.

## División política
El cantón Las Naves comprende la cabecera cantonal; Las Naves con dos parroquias urbanas: Las Mercedes y Las Naves. No cuenta con parroquias rurales.